# Binjai Bakung
Binjai Bakung is een bestuurslaag in het regentschap Deli Serdang van de provincie Noord-Sumatra, Indonesië. Binjai Bakung telt 1553 inwoners (volkstelling 2010).